# Nokia Series 90
Series 90 – interfejs użytkownika dla systemu operacyjnego Symbian używanego w telefonach komórkowych.
Telefony komórkowe z tym interfejsem posiadają ekran dotykowy o rozdzielczości 640x320 pikseli. Interfejs Series 90 jest także kompatybilny z systemem Series 80 używanych w telefonach klasy Communicator. Nie jest aktualnie rozwijany, jednak w tabletach internetowych z serii Nseries można zauważyć podobieństwo systemu operacyjnego do interfejsu Series 90.
Urządzenia wyposażone w ten interfejs to:
- Nokia 7700
- Nokia 7710